# Нептун (лодочный мотор)

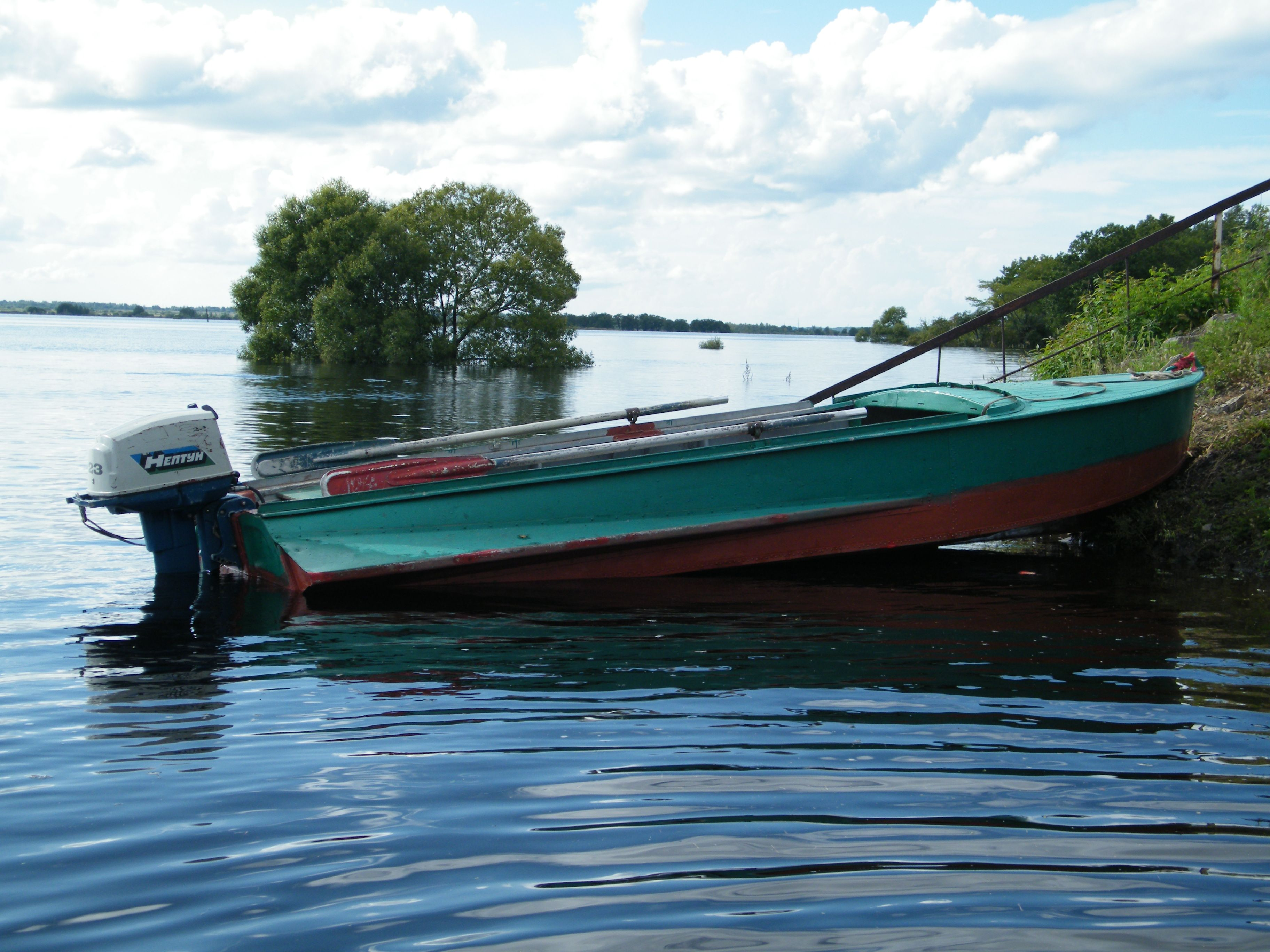
«Казанка» с булями и «Нептун-23»

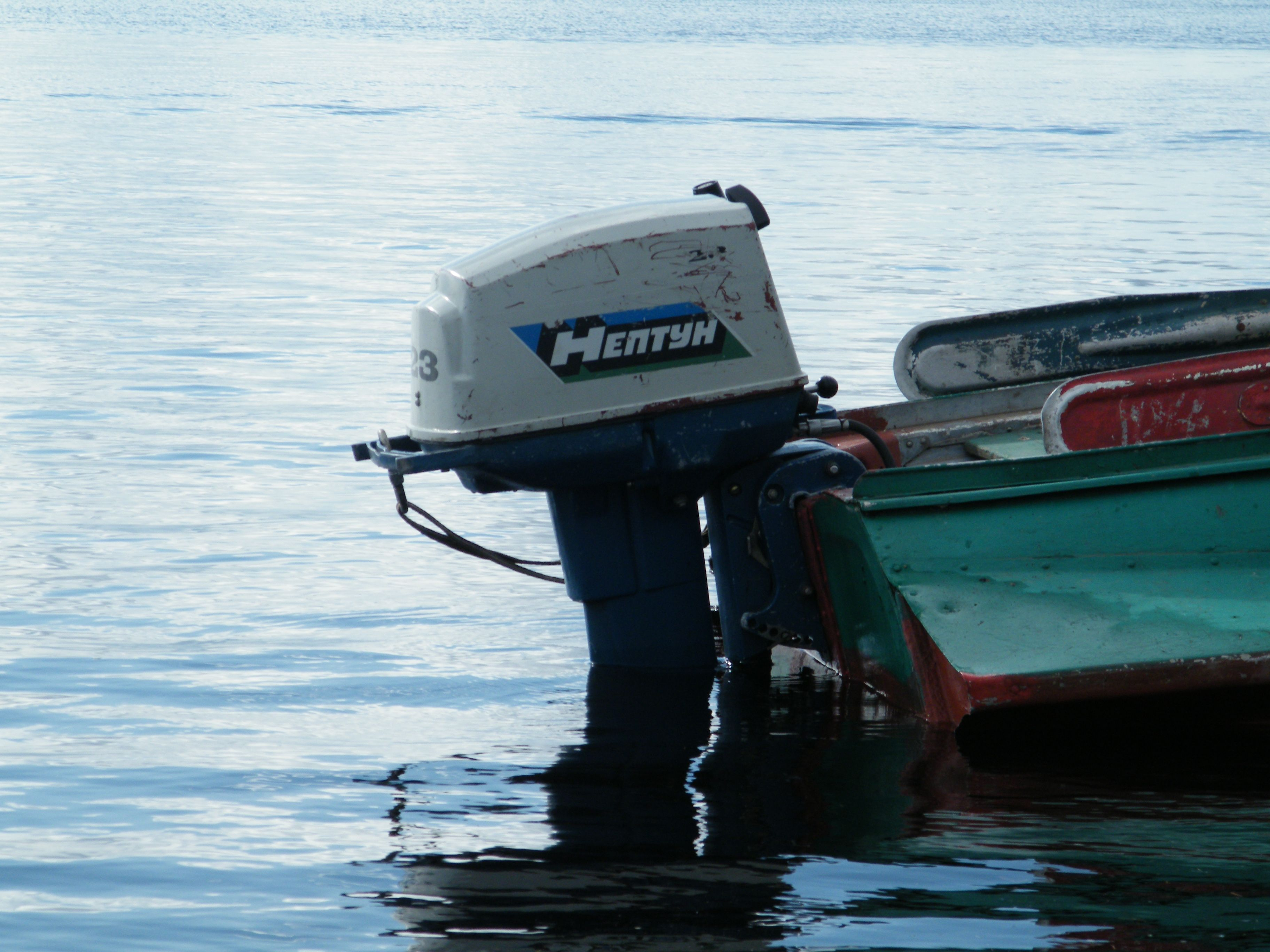
«Нептун-23»

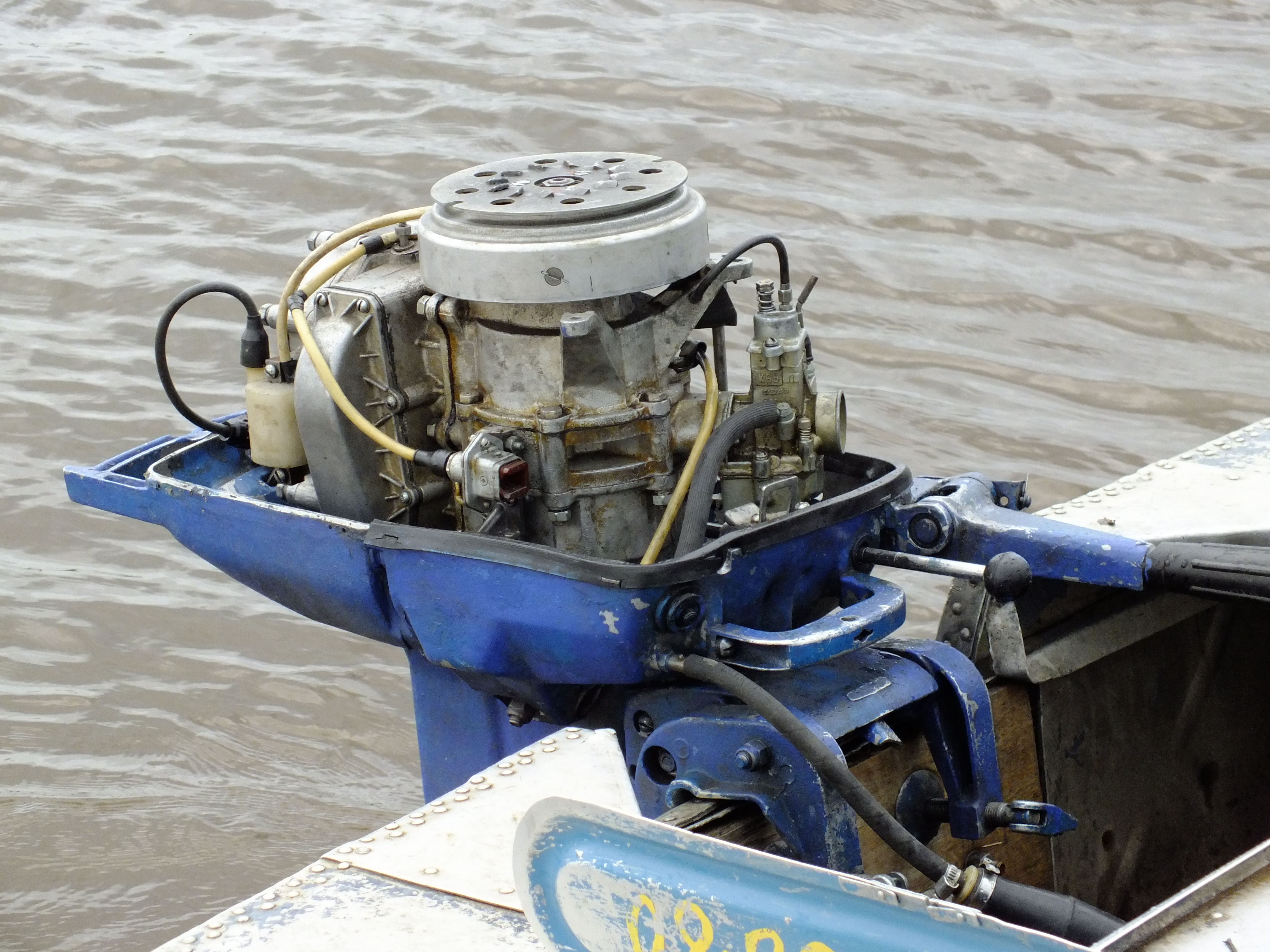
[https://www.youtube.com/watch?v=GlLKfVyoDjI

«Непту́н» — марка подвесных лодочных моторов, выпускавшихся заводом «Красный Октябрь» (позже — московское машиностроительное предприятие имени В. В. Чернышева) в период с конца 60-х годов XX-го века по 1984 год и с 1994 по 2008 год. Всего выпускалось три модификации одной модели: «Нептун», «Нептун-М», «Нептун-23». Все моторы этого ряда имеют одинаковые размеры и множество унифицированных деталей. Отличия заключаются только в настройках двигателя, применяемом карбюраторе и системе зажигания.
Лодочный мотор «Нептун-25» выпускался в небольших количествах в 2009 году и отличался увеличенным рабочим объёмом и электронным зажиганием.
Двигатели всех моторов «Нептун» (кроме «Нептун-25») имеют рабочий объём 346,6 см³. Кольца унифицированы с двигателями мотоцикла «ИЖ-Юпитер», «Восход», «Тула», «Муравей». Поршни же не взаимозаменяемы. «Нептун-25» имеет рабочий объём 410 см³, оригинальные поршни, а кольца унифицированы с подвесным мотором «Вихрь-М».

## Нептун-23

### Основные характеристики двигателя
- Двухцилиндровый двухтактный карбюраторный двигатель с водяным охлаждением, рабочий объём — 347 см³.
- Мощность двигателя — 23 л. с. при оборотах коленчатого вала 5000 об/мин.

### Дополнительные характеристики мотора
- Масса — 44 кг.
- Расход топлива — не более 8,7 кг/ч (в качестве топлива используется смесь бензина А-76 с маслом типа М-12ТП).
- Гребной винт трёхлопастной. Вращение на винт передается через латунный срезной штифт диам. 6 мм и резиновый демпфер в ступице винта. При ударе винта о препятствие или при включении хода на слишком больших оборотах двигателя штифт срезается и тем самым предохраняет детали редуктора от поломки. Для продолжения движения штифт необходимо заменить.

### Некоторые особенности мотора
- Зажигание контактное (МН-1 с выносными трансформаторами ТЛМ).
- Топливный насос — унифицированный с «Вихрём» и «Приветом».
- Трёхканальная возвратно-петлевая схема продувки цилиндров.
- Тяга реверса — разъёмная, что позволяет легко снимать редуктор.
- Изо всех советских моторов сравнимой мощности «Нептун-23» самый «тихий» за счет того, что двигатель крепится к подвеске через резиновые амортизаторы и таким образом отсутствует прямой металлический контакт двигателя с корпусом лодки, служащий проводником звука от остальных лодочных моторов.
- Единственный советский мотор, где выхлоп из цилиндров выполнен на разные стороны блока. Из-за этого, а также из-за того, что мотор был изначально установлен под поперечным наклоном к оси подвески, мотор и соответственно лодку не тянет в сторону, румпель на ходу можно отпустить и лодка сохранит прямолинейное движение.
- Завод выпускал для мотора «Нептун» три винта с разными диаметрами и шагами. Синий — «скоростной» диаметром 240 мм с шагом 300 мм для лёгких и пустых лодок, красный — стандартный диаметром 230 с шагом 280 мм и белый — «грузовой» диаметром 260 с шагом 220 мм для тяжёлых и гружёных лодок. Благодаря возможности подбора винта Нептун-23 выводил на глиссирование гружёные лодки и зачастую обгонял более мощные Вихрь-25 и даже Вихрь-30, к которым сменных винтов не было.

### Основные недостатки «Нептун-23» 70-х годов
Недостатков у «Нептуна-23» семидесятых годов выпуска было немного.
- Между поддоном и дейдвудом был кольцевой зазор, через который на большой волне свечи заливались водой. Любители закрывали этот зазор специально вырезанной резиновой накладкой.
- Латунная втулка резиновой крыльчатки помпы охлаждения имела совершенно гладкую цилиндрическую поверхность, к которой приваривалась резина. Это приводило к тому, что чрезмерно «зажатая» крыльчатка проворачивалась на втулке, что приводило к отказу системы охлаждения. Этот недостаток устранялся выполнением в крыльчатке трёх резьбовых отверстий между лопастями и дополнительным креплением резины к втулке тремя винтами.
- Нижняя цапфа коленвала и уплотнительные манжеты были плохо защищены от воздействия смеси выхлопных газов и воды, выходящей из системы охлаждения, что постепенно приводило к проникновению воды в картер, ухудшению запуска и коррозии нижнего коренного подшипника. Особенно сказывался этот неприятный конструктивный недостаток при эксплуатации в морской воде. Для борьбы с этим явлением владельцы устанавливали в дейдвуд перегородки (аналогично конструкции «Ветерков»), либо, что сложнее, специальную втулку на резьбе, защищающую манжеты.

Заводская табличка мотора «Нептун-23»

### Стоимость мотора в советское время
Цена мотора «Нептун-23» в 1970-х — начале 1980-х годов составляла 360 руб. На короткое время, буквально несколько месяцев, он дорожал до 450 руб, но резко упал спрос, и цена вернулась обратно. 
Для сравнения — мотор «Вихрь-М» (он же позже — «Вихрь-25Р») стоил 400 рублей (а после начала выпуска мотора «Вихрь-30» был уценен до 380 рублей), «Москва-25» — 380 рублей, а «Привет-22» — те же 360 рублей.